# Universidade da Califórnia em Berkeley

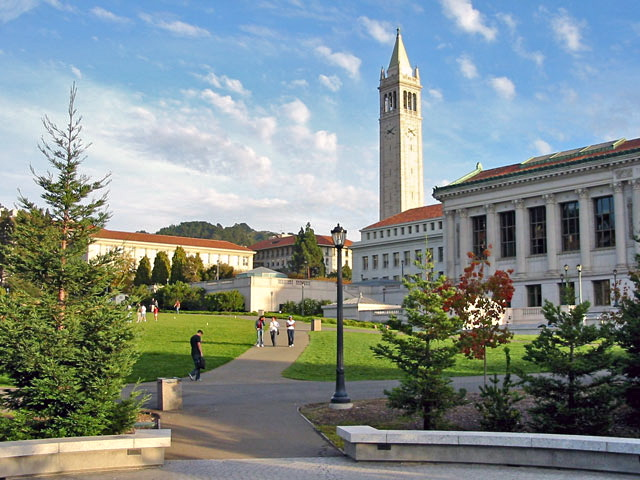
Campus da Universidade da Califórnia, Berkeley (ao fundo, a Sather Tower).

A Universidade da Califórnia em Berkeley (em inglês:  University of California, Berkeley; abreviação: UC Berkeley) é uma universidade pública e uma das mais importantes e prestigiadas universidades do mundo. A universidade está situada em Berkeley, Califórnia, nos Estados Unidos.
UC Berkeley é a mais seletiva - e melhor ranqueada pelo U.S. News e ARWU - universidade pública no mundo para graduação. É uma das seis universidades que lideram o ranking de reputação global da Times Higher Education em 2015 e é a terceira melhor universidade do mundo de acordo com o U.S. News ranking de 2015 conduzido nos EUA e em quase 50 outros países. O Shanghai Ranking também classifica a Universidade da Califórnia em Berkeley a quarta entre as 500 melhores universidades do mundo, terceira melhor em engenharia, quarta em ciências sociais e primeira em matemática & ciências. Além de seu prestígio acadêmico, a universidade também é conhecida por formar um grande número de empreendedores, e pelo forte engajamento político de estudantes e professores, especialmente em favor de pautas progressistas.
Ex-alunos, professores e pesquisadores de UC Berkeley possuem 104 prêmios Nobel (incluindo 33 alunos laureados Nobel), 9 prêmios Wolf, 25 prêmios Turing, 14 medalhas Fields, 14 prêmios Pulitzer, 45 MacArthur Fellowships e 20 Oscars. Pesquisadores da faculdade descobriram seis elementos da tabela periódica, 16 no total em parceria com o Berkeley Lab - mais do que qualquer outra universidade no mundo.
Berkeley oferece cerca de 300 cursos de graduação, em um grande número de áreas do conhecimento. Sessenta e cinco laureados com o Prêmio Nobel foram alunos, professores ou pesquisadores de Berkeley. Foi nomeada a melhor universidade pública nos Estados Unidos pela revista U.S. News and World Reports.
Berkeley foi o primeiro dos dez campi da Universidade da Califórnia, fundada em 1868 mediante a fusão entre o College of California - uma instituição privada - e o Agricultural, Mining, and Mechanical Arts College, de propriedade pública. A universidade ocupa uma área de aproximadamente 2,7 hectares, dos quais 80,9 ha destinados ao campus central.